# Secret Maryo Chronicles

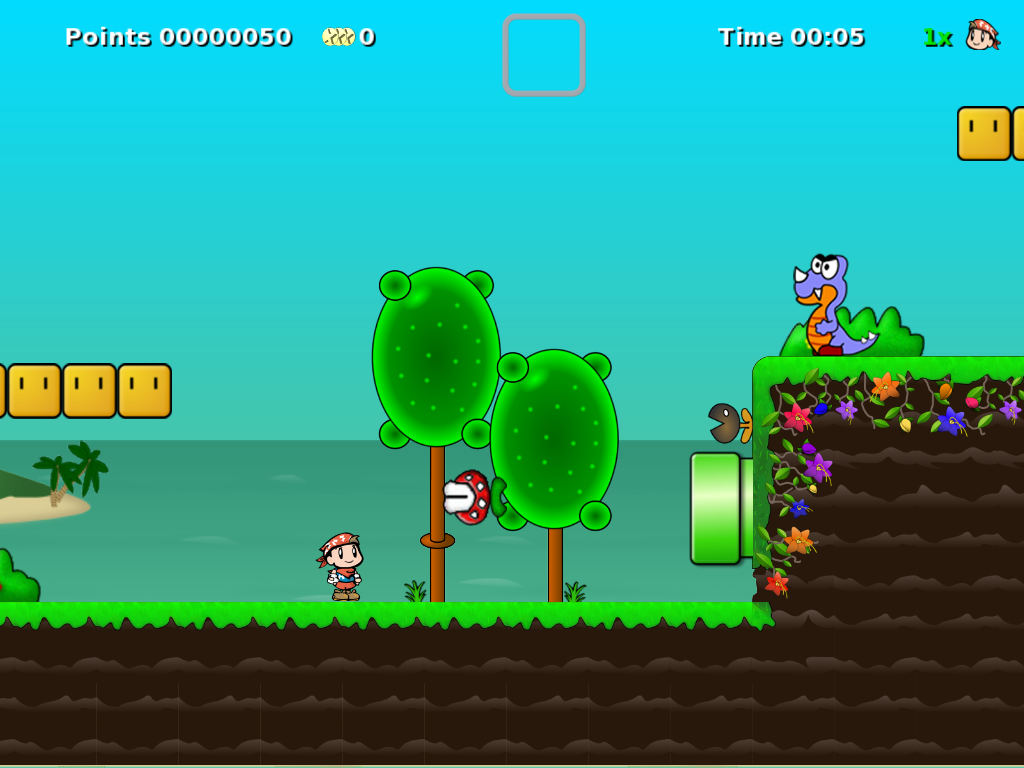
Знімок екрана Secret Maryo Chronicles у версії 1.5.

Secret Maryo Chronicles — це вільна двовимірна комп'ютерна гра-платформер з відкритим кодом, започаткована в 2003 році. Гра описана німецьким PCtipp як клон відеогри Super Mario Bros.

## Історія
Проект Secret Maryo Chronicles з'явився на SourceForge у січні 2003 року. Він розроблявся і підтримувався командою розробників Secret Maryo Chronicles, на чолі з Флоріаном Ріхтером («FluXy»). Гра заснована на OpenGL та має оригінальний саундтрек і вбудований редактор ігор. Вона була випущена під ліцензією GNU General Public License, версія 3. Гра була розширена до останньої версії в 2009 році.
Станом на квітень 2017 триває розробка продовження під назвою Secret Chronicles of Dr. M. (TSC), розробники якого, проте, оголосили, що працюють над грою нового типу.

## Реакція
Secret Maryo Chronicles зазначена під номером 1 у переліку відеоігор з відкритим кодом у журналі APC в січні 2008 року. Газета El Heraldo назвала гру однією з найперспективніших ігор з відкритим кодом 2008 року. У 2008 році німецький часопис Stern відзначив гру за її швидкість та розгадування головоломок, а програма новин heute оцінила SMC як добре зроблену ненасильницьку гру для дітей. У березні 2009 року SMC була обрана як «HotPick» у журналі Linux Format. У 2015 році в детальному огляді журналу «Free Software Magazine» гру названо «чудовим способом для прокрастинації».
SMC стала популярною безкоштовною програмою на багатьох сайтах безкоштовного програмного забезпечення; у період з 2004 по травень 2017 року гра була завантажена понад 3,4 мільйона разів лише через Sourceforge.net.